# Dominic Muldowney
Dominic Muldowney (né en 1952 à Southampton) est un compositeur britannique.

## Crédits à la télévision ou au cinéma
- Trahisons conjugales (Betrayal) (Spiegel/Pinter - Horizon Films) - Producteur : Sam Spiegel - Réalisateur : Hugh David Jones
- Guerres froides (The Ploughman's Lunch) - Réalisateur : Richard Eyre
- Loose Connections (Umbrella) - Réalisateur : Richard Eyre
- 1984 (Virgin Films) - Réalisateur : Michael Radford
- Singleton's Pluck - Réalisateur : Richard Eyre
- The Beggar's Opera (Alan Ladd Company) - Réalisateur : Richard Eyre
- Defence of the Realm (Enigma) - Réalisateur : David Drury
- Baal - Réalisateurs : Alan Clarke/David Bowie
- The Black Candle - Réalisateur : Roy Battersby
- Tales From Hollywood - Réalisateur : Howard Davies
- Black Daisies For The Bride - Réalisateur : Peter Symes - Prix Italia Prize Winner
- The Peacock Spring - Réalisateur : Christopher Morahan
- Emma - Réalisateur : Richard Eyre
- The Moth - Réalisateur : Roy Battersby
- The Fix - Réalisateur : Paul Greengrass
- Sharpe’s Enemy/Sharpe’s Company/Sharpe’s Honour Sharpe’s Return/Sharpe’s Revenge/Sharpe’s Waterloo Sharpe’s Rifles /Sharpe’s Eagle (Central TV) - Réalisateur : Tom Clegg
- After Eskimo Day - Réalisateur : Piers Haggard
- King Lear (film, 1998) - Réalisateur : Richard Eyre
- Bloody Sunday (Granada) - Réalisateur : Paul Greengrass

## Œuvres musicales
- Piano Concerto (Peter Donohoe (musicien) - BBC Symphony Orchestra)
- Saxophone Concerto (John Harle - London Sinfonietta)
- Oboe Concerto (Roy Carter - LSO)
- The Fall Of Jerusalem (Oratorio)
- The Voluptuous Tango -  (Prix Italia)